# Gaslamp Quarter (San Diego)

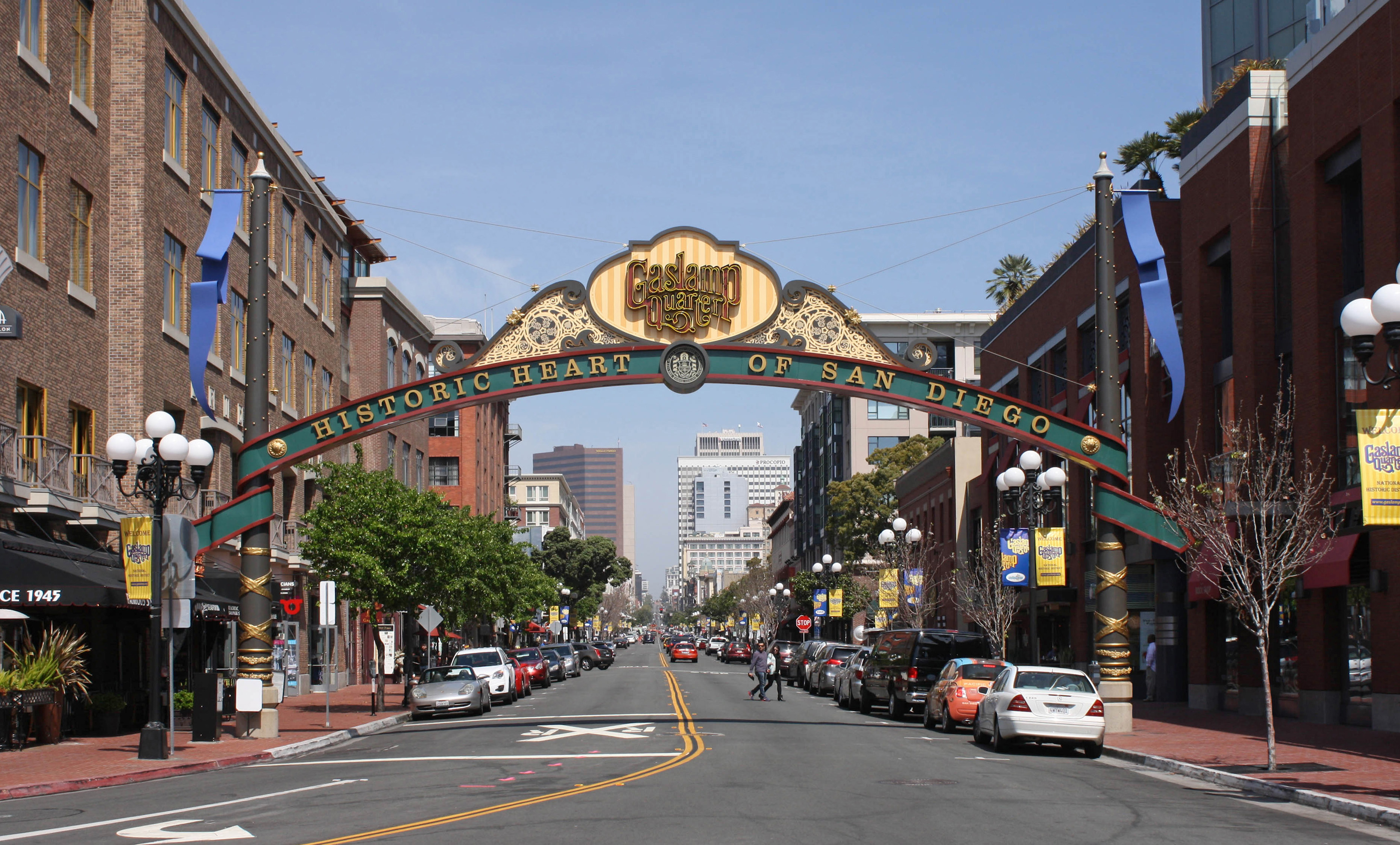
Gaslamp Quarter, Ingang tot de wijk (San Diego)

De Gaslamp Quarter is een historisch stadsdeel in het centrum van San Diego, Californië. Het gebied strekt zich uit van Broadway tot Harbor Drive en van 4th tot 6th Avenue. De wijk staat als het Gaslamp Quarter Historic District geregistreerd op het National Register of Historic Places. Er bevinden zich meer dan 90 historische gebouwen, waarvan de meeste dateren uit het Victoriaanse tijdperk; vele daarvan zijn tegenwoordig in gebruik als restaurants, winkels, uitgaansgelegenheden en nachtclubs.
De Gaslamp Quarter staat bekend om zijn nachtleven. Er vinden diverse evenementen en festivals plaats, waaronder Mardi Gras in the Gaslamp, Taste of Gaslamp en ShamROCK, een evenement ter gelegenheid van St. Patrick’s Day. Petco Park, het stadion van de San Diego Padres, bevindt zich op slechts één blok afstand in de aangrenzende wijk East Village.

## Geschiedenis
In de jaren 1860 stond het gebied bekend als New Town, als tegenhanger van het oorspronkelijke Old Town. De ontwikkeling kwam op gang in 1867, toen Alonzo Horton het land kocht om een nieuw stadscentrum nabij de baai te realiseren, met 5th Avenue als hoofdstraat. Na een periode van verval volgde in de jaren 1980 en 1990 een grootschalige herontwikkeling. Tijdens deze vernieuwing kreeg het gebied de naam "Gaslamp Quarter", ondanks dat de straten destijds voornamelijk met booglampen werden verlicht.

## Afbeeldingen

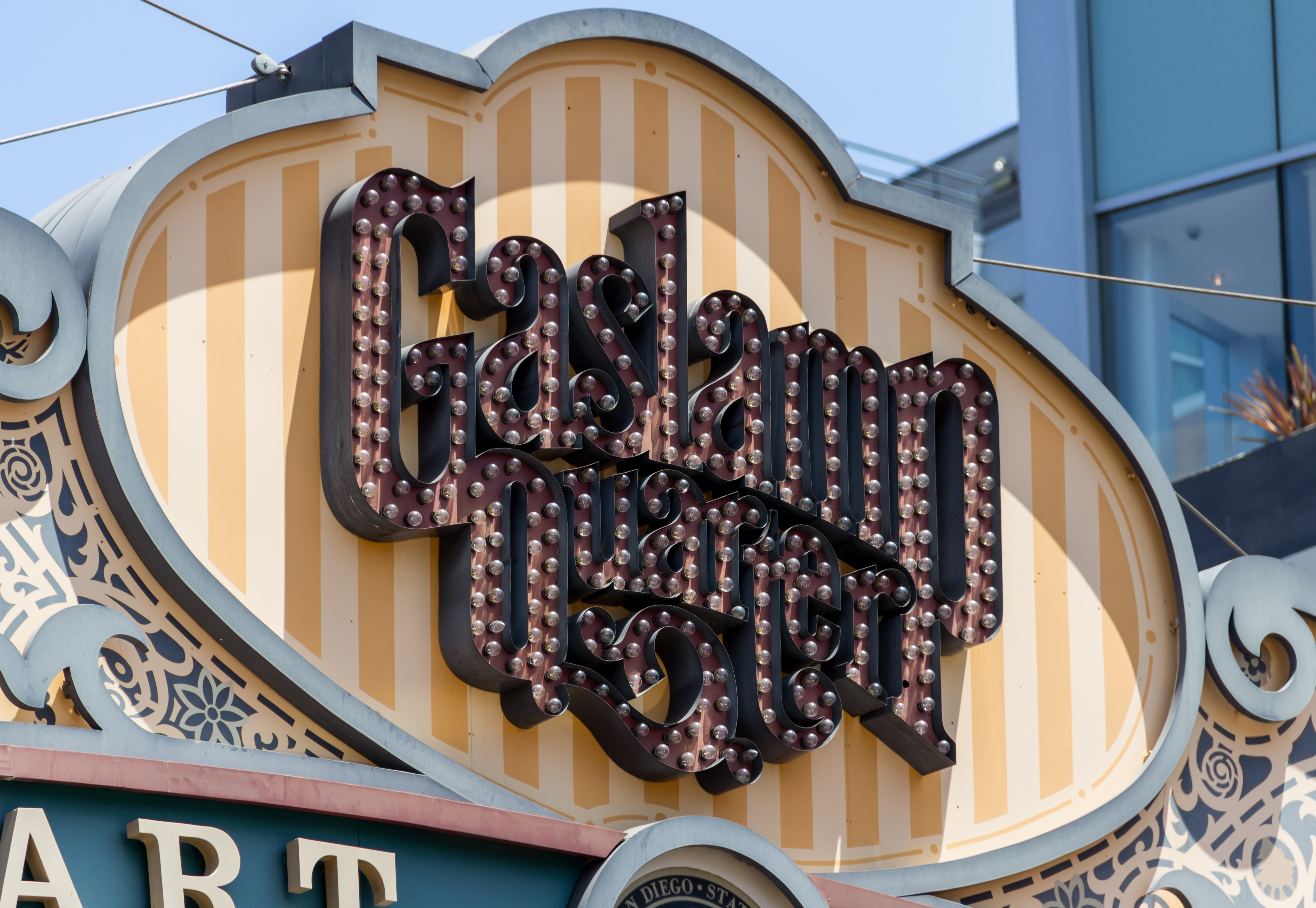
Gaslamp Quarter Entree
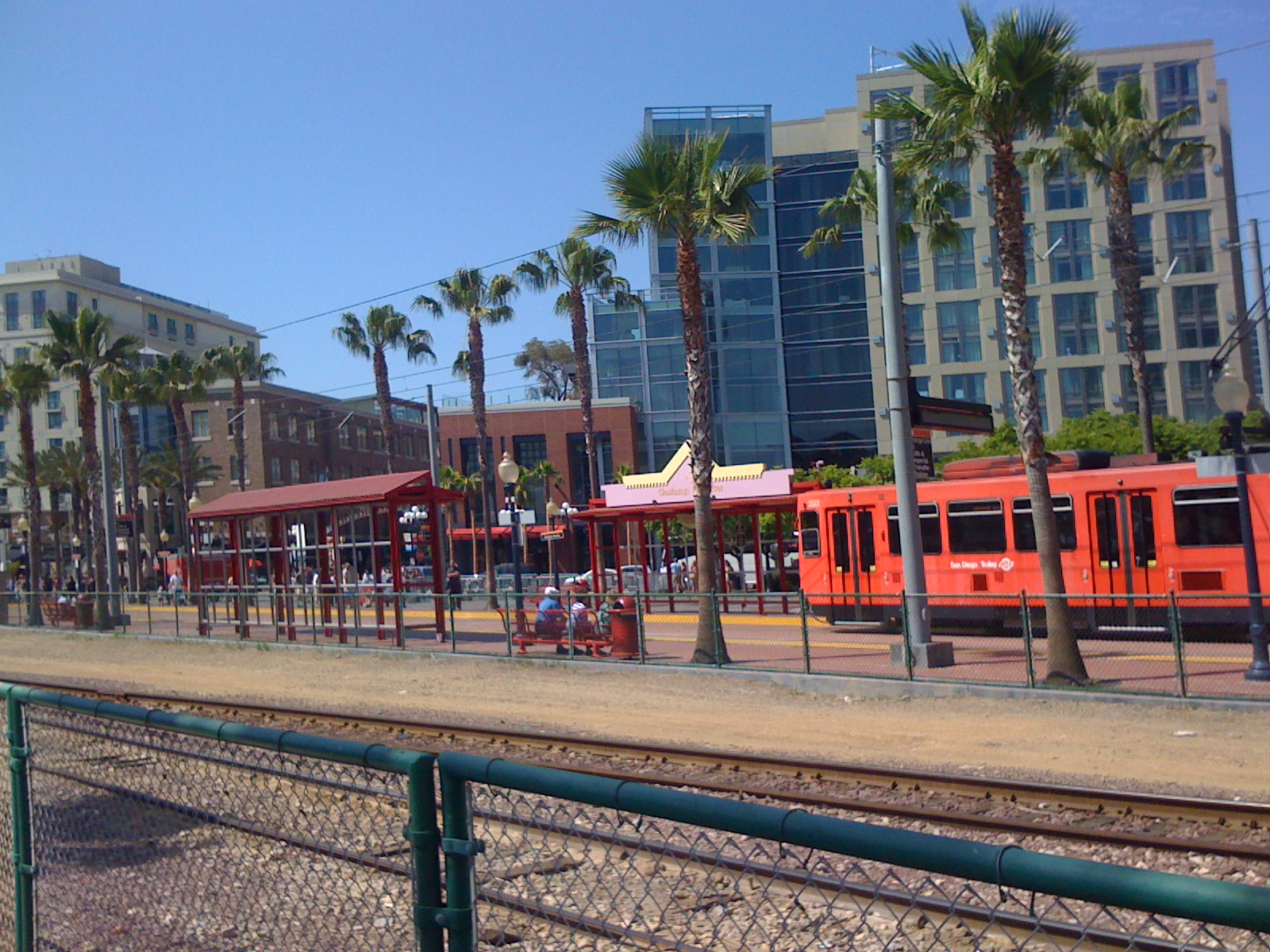
Gaslamp Quarter Station met San Diego Metropolitan Transit System
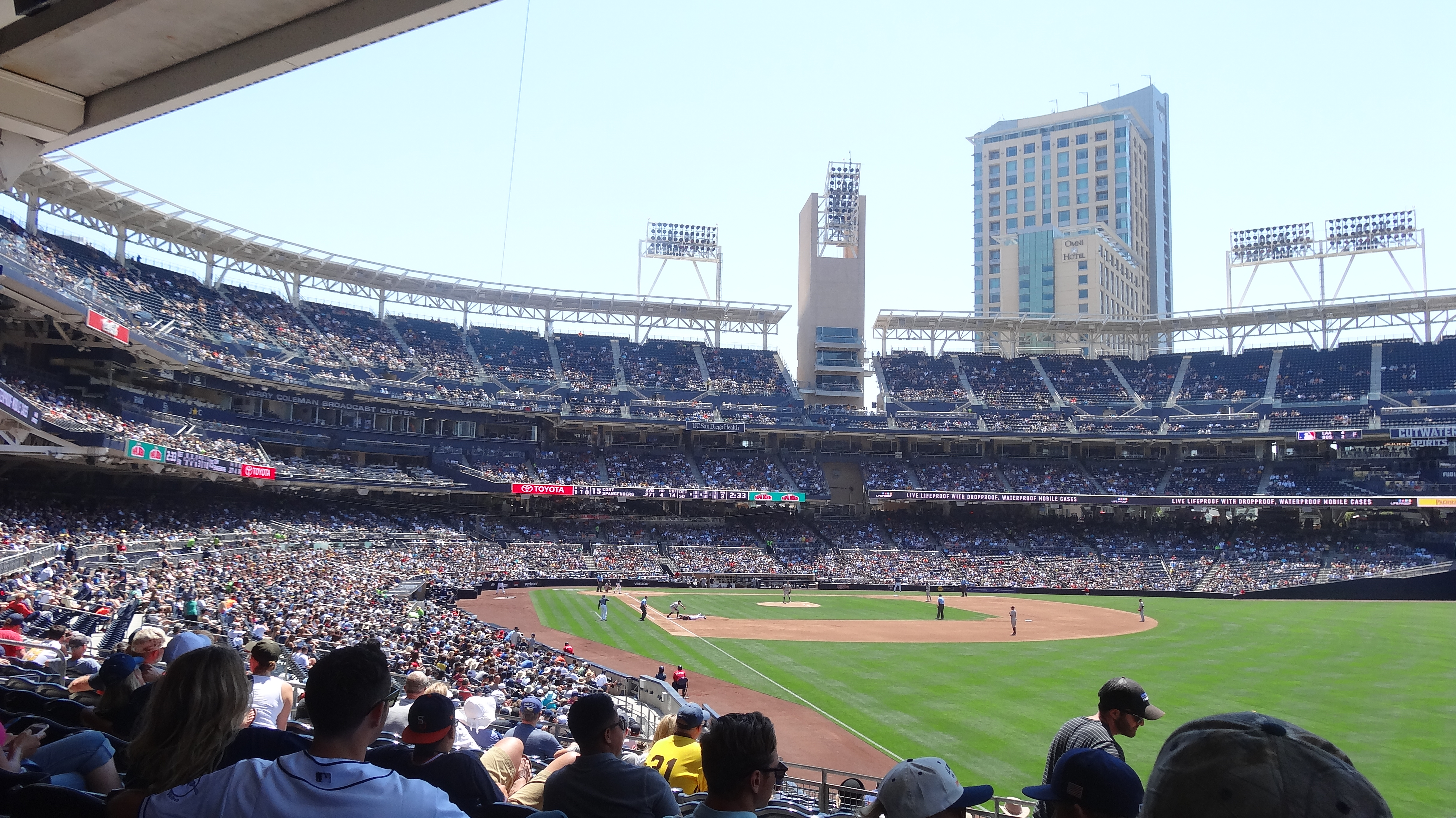
Petco Park
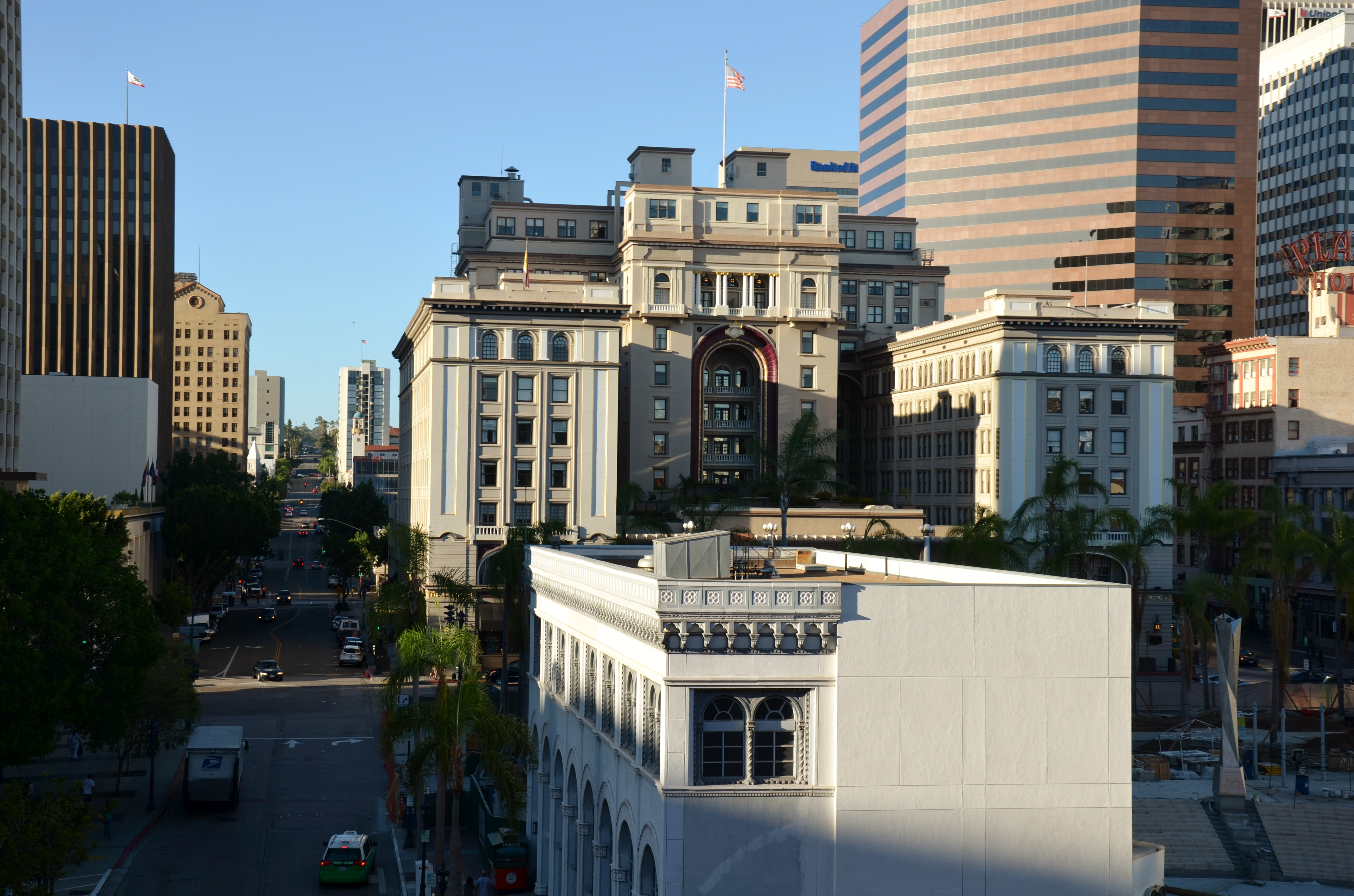
Gaslamp Quarter Kantoorgebouwen
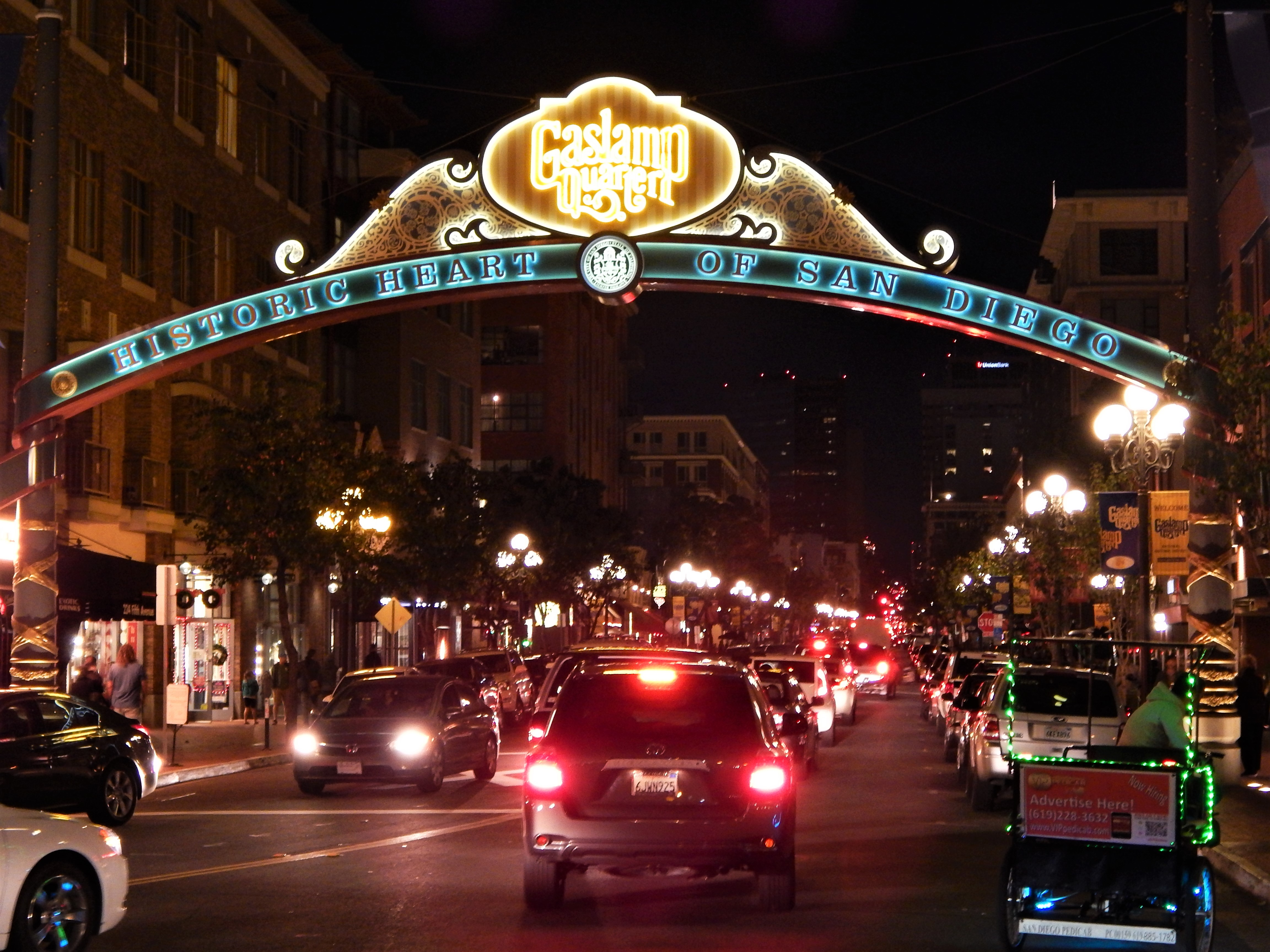
Gaslamp Quarter 's nachts
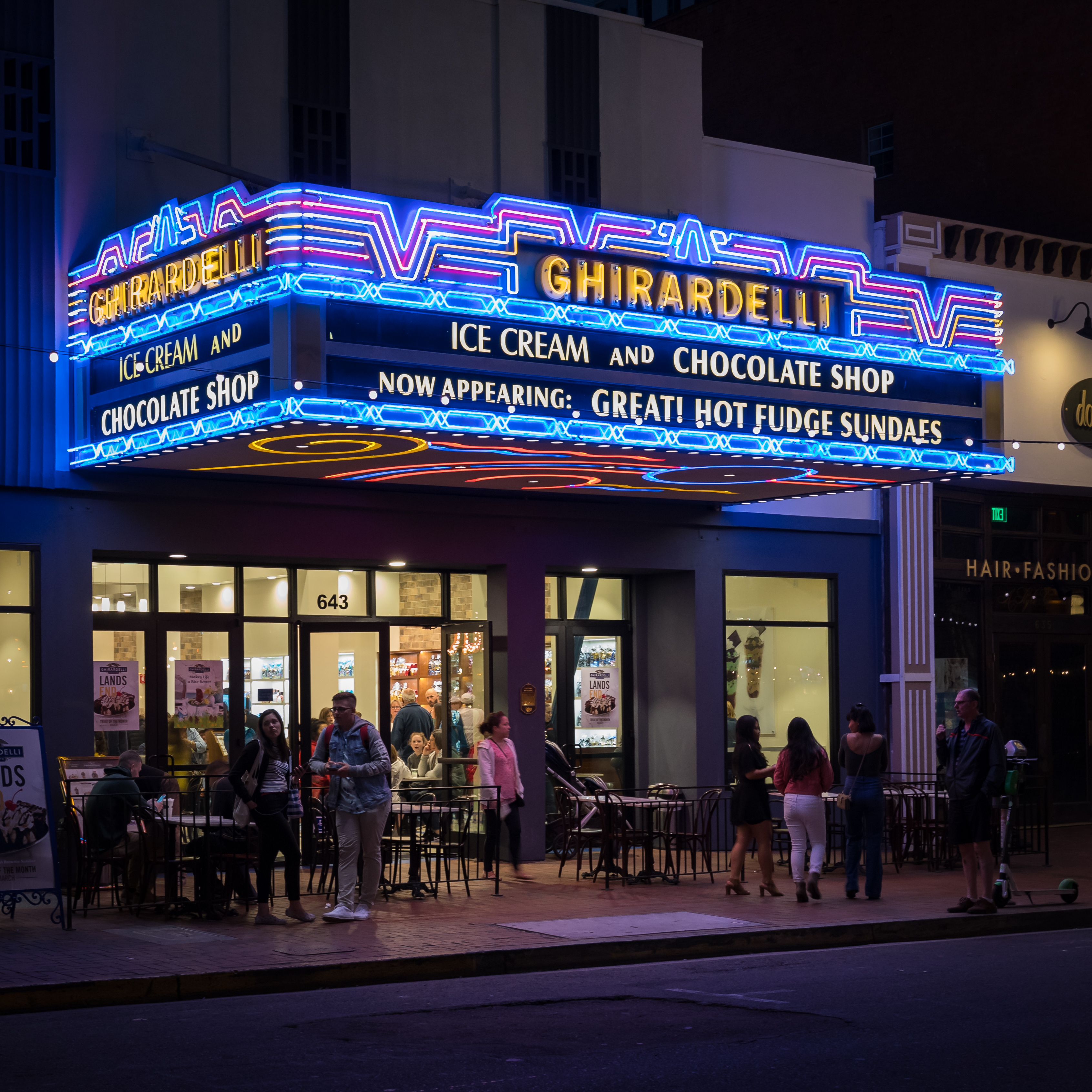
Ghirardelli Gaslamp Quarter